# Stacy Kamano
Stacy Kamano (* 17. September 1974 in Honolulu, Hawaii) ist eine US-amerikanische Schauspielerin. 
Bekanntheit erlangte Kamano in der Rolle der Rettungsschwimmerin Kekoa Tanaka in der Serie Baywatch – Die Rettungsschwimmer von Malibu.

## Filmografie (Auswahl)
- 1999–2001: Baywatch – Hawaii
- 2003: Baywatch – Hochzeit auf Hawaii
- 2003: Auf den Spuren von Batman
- 2003: Hotlines